# Dispozitiv inteligent portabil

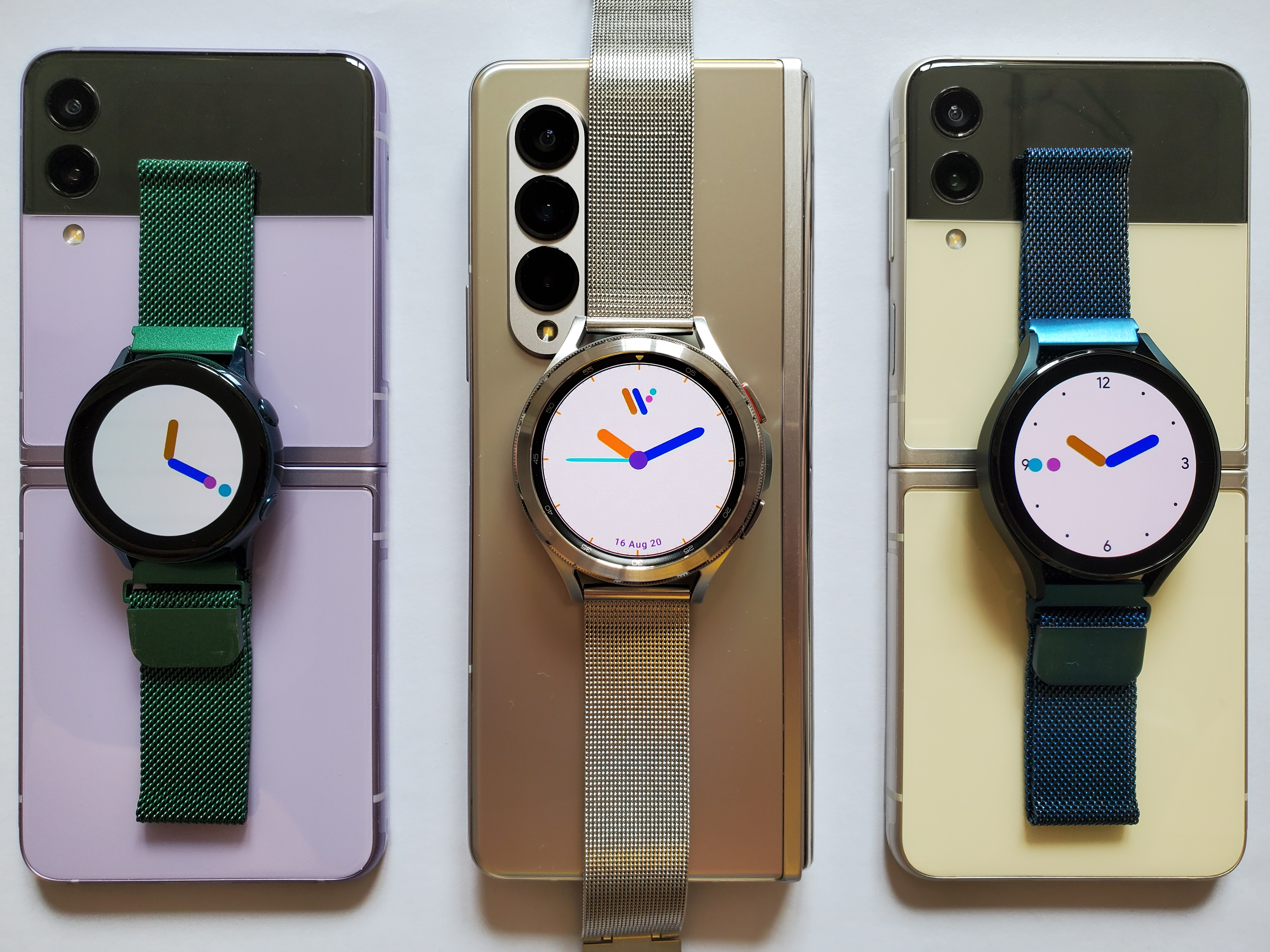
Smartwatch

Dispozitive inteligente portabile (în engleză: wearable technology, wearable devices) sunt dispozitive inteligente electronice de dimensiuni mici cu microcontrollere care pot fi purtate pe corp ca accesorii sau implanturi. Acestea conțin senzori încorporați care pot primi date despre utilizator și/sau ale mediului înconjurător.Yole Development, preconizează că valoarea pieței globale de wearables a crescut de la 22 miliarde de dolari în 2015, la 90 de miliarde de dolari în 2020, cu o creștere anuală de 35%.

## Istoric
Primul monitor EKG fără fir a fost inventat în 1977 de Polar Electro ca ajutor pentru antrenamentul echipei naționale finlandeze de schi fond. Ceasurile Casio cu funcție de calculator, una dintre primele tehnologii portabile, au intrat pe piață în anii 1980. 

În 2008, designerul Ilya Fridman a încorporat un microfon conectat prin Bluetooth într-o pereche de căști, care servea și ca cercei. La acea vreme a apărut și Spy-Tie, o cravată cu o cameră color ascunsă.

Fitbit a lansat primul său dispozitiv portabil în anul 2009. Fitbit Classic era o brățară inteligentă care monitoriza doar numărul de pași și activitatea din timpul somnului.

În următorii ani, au început să fie lansate ceasurile inteligente. Una dintre primele oferte a fost Samsung Galaxy Gear, care a devenit disponibil în 2013. Apple a urmat cu Apple Watch în 2015.

## Tipuri

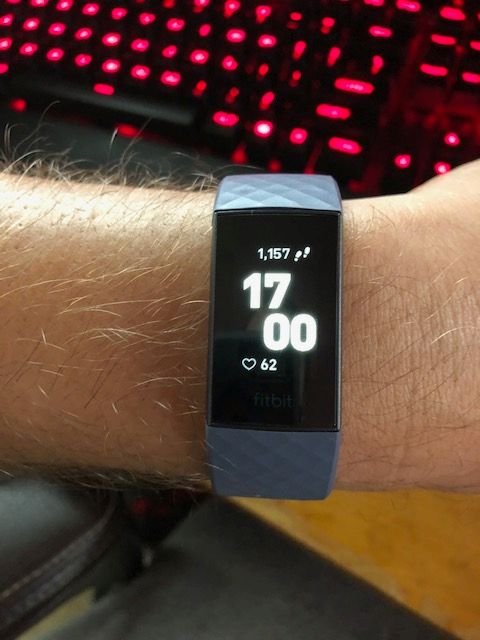
Brățară inteligentă Fitbit

În termeni generali, dispozitivele inteligente portabile sunt împărțite în următoarele tipuri:
- Smartwatches: sunt computere portabile sub formă de ceasuri de mână care oferă mai multe caracteristici în afară de menținerea timpului. Ceasurile inteligente includ adesea integrarea în smartphone afișând apelurile și mesajele primite dar și unele aplicații cu funcționalități suplimentare, cum ar fi informații meteo și hărți pentru indicații de orientare. Aceste dispozitive includ, de obicei, un ecran tactil și adesea mai multe funcționalități ca și trackerele de fitness.

- Fitness Trackers: sunt dispozitive pentru monitorizarea și urmărirea valorilor legate de fitness, cum ar fi numărul de pași (pedometru), caloriile arse, ritmul cardiac și calitatea somnului.

- Head-mounted displays: dispozitive de afișare a unui ecran în fața unuia sau a ambilor ochi care poate fi montat pe cap sau pe cască (HMD). Dispozitivele sunt utilizate în jocuri video pentru realitate virtuală, aviație pentru a furniza informații utile vizibile piloților, medicină cu aplicații în chirurgie, unde o combinație de diferite surse de imagistică și viziunea naturală a chirurgului asupra operației sporesc precizia de a efectua operația.

- Camere video portabile: acestea înregistrează videoclipuri precum activități din viața de zi cu zi, petreceri și spectacole, sport etc. Pot fi prevăzute cu conexiuni wireless sau IP,  informațiile înregistrate ajung la beneficiar în timp real. Unele camere video portabile, cum ar fi GoPro, pot realiza un videoclip profesional până la rezoluție 4K.

- Senzori corporali: pot fi implantabili sau pot fi amplasați pe suprafața pielii. Sunt folosiți în special în domeniul asistenței medicale. Senzorii sunt capabili să capteze continuu și cu precizie temperatura, umiditatea, nivelul de oxigen din sânge, semnalele de performanță ale inimii și calitatea somnului. [5]

- Localizare GPS: dispozitive care receptionează semnale de la sateliții GPS pentru a obține poziția exactă (latitudine și longitudine), iar în unele cazuri și viteza de deplasare sau altitudinea unui obiect. Acestea pot fi personale, concepute pentru a urmări oamenii și animalele de companie, sau pentru autovehicule care se conectează la rețeaua de bord a unei mașini sau a unui alt vehicul. Telefoanele mobile moderne și telefoanele inteligente pot fi utilizate pentru localizare GPS.

- Textile inteligente: cunoscute și sub denumirea de e-textile, permit încorporarea a unor componente electronice, cum ar fi microcontrolere. E-textilele își găsesc aplicații în medicină, sport, modă, domeniul industrial și militar.[6]

- Încălțăminte inteligentă: colectează statistici precum distanța, pașii, viteza și lungimea pasului, timpul de staționare pe sol, etc. Majoritatea acestor date nu pot fi colectate folosind trackerele fitness.[7]

- Bijuterii inteligente: constau din obiecte decorative mici purtate ca bijuterii obișnuite. Acestea includ inele, broșe, coliere, cercei, pandantive, brățări și butoni. La fel ca ceasurile inteligente și trackerele de fitness, bijuteriile inteligente sunt dotate cu senzori de mișcare și monitoare ale stării de sănătate și urmărirea activității, se pot conecta cu telefonul mobil pentru a sincroniza datele și livra notificări. Caracteristici posibile includ efectuarea plăților mobile, deblocarea încuietorilor electronice sau controlul aparatelor electrocasnice prin gesturi.[8]

- Implanturi: sunt dispozitive care sunt inserate sub piele prin intervenție chirurgicală. Un implant poate fi un dispozitiv cu microcip de urmărire care folosește identificarea prin frecvență radio. Exemple comune sunt stimulatoarele cardiace și defibrilatoarele sau combinații ale acestora. Aceste dispozitive sunt adesea reîncărcate wireless pentru a evita operațiuni ulterioare de schimbare a bateriilor.[9][10]

## Avantaje
Un principal avantaj ale dispozitivelor inteligente portabile este interacțiunea constantă cu utilizatorul: acestea nu trebuie să fie pornite sau oprite, ci funcționează în mod continuu. Alt avantaj este multi-tasking: utilizatorul nu este nevoit să se întrerupă din activitate pentru a-l folosi (ca în cazul unui telefon), pentru că acesta este integrat natural în acțiunile sale, gesturile de control ale acestuia sunt intuitive.

## Dezavantaje
Cele mai mari probleme ale acestor dispozitive în momentul de față sunt: se pot pierde ușor, se defectează repede, nu sunt rezistente la apă, sunt dificil de sincronizat cu smartphone-ul, bateria nu durează foarte mult, sunt destul de incomode când sunt purtate și nu oferă beneficii materiale.